# Stazione di Sassone
La stazione di Sassone è una fermata ferroviaria posta sulla linea Roma-Albano; serve la località di Sassone, frazione del comune di Ciampino.

## Storia
La fermata di Sassone fu attivata il 1º agosto 1939. Il 22 dicembre 1947 venne attivato l'esercizio a trazione elettrica, con linea aerea alla tensione di 3000 V.